# A német haderő főparancsnoksága
A német haderő főparancsnoksága (németül: Oberkommando der Wehrmacht, rövidítve: OKW) a nemzetiszocialista Németország haderejének második világháború során fennálló vezetési struktúrájának csúcsszerve volt, melyet 1938 február elején hozott létre a német birodalmi hadügyminisztérium, a Blomberg–Fritsch-krízist követően. Alárendeltségébe tartozott a klasszikus három haderőnem vezetési törzse: a szárazföldi haderőé (Heer, OKH), az önálló haderőnemként működő légierőé (Luftwaffe, OKL) és a haditengerészeté (Marine, OKM). Azonban a haderőnemi törzsekkel közvetlen és folyamatos irányítási lánchálózata nem volt kialakítva.
Az OKW főhadiszállása a Wünsdorfban kialakított Maybach II kódnevű vezetési bunkerben volt, Berlintől délre. 1945 májusában ez a központ többször is költözni kényszerült az északi országrészbe.
A náci Németország autokrata politikai berendezkedése miatt az OKW rivalizálni volt kénytelen az alárendelt szárazföldi haderő főparancsnokságával (OKH), mely megakadályozta a csúcsszerv hatékony parancsnoklási láncként való működését. Ebből fakadóan a három haderőnem hatékony működését nem tudta a háború végéig sem megoldani, azok egymás vetélytársaiként, egymás kárára, versenyeztek a Führer bizalmáért és kegyeiért a háború teljes időtartama alatt. Adolf Hitler Heer-főparancsnoki hatásköri ideje alatt azonban az OKW-nek megnőtt a hatalma a műveleti irányításokban. 1942-től az OKW volt felelős az összes hadszíntéren zajló harccselekményekért, kivéve a Szovjetunióval szemben vívott harcokat a keleti fronton. Hitler saját vezetési elképzelései elérése érdekében az OKW és az OKH vetélkedését mindvégig fenntartotta.
Első és egyetlen parancsnoka (Chef des Oberkommandos der Wehrmacht) Wilhelm Keitel vezértábornagy volt 1938. február 4-től 1945. május 8-áig, a német kapituláció aláírásáig, melyet szintén ő tett meg, miután május 7-én sikertelen fegyverletételi szerződést írt alá Alfred Jodl, a haderő vezérkari főnöke a franciaországi Reimsben. Berlinben Keitellel együtt szignálta az okmányt Hans-Jürgen Stumpff vezérezredes, a légierő vezérkari főnöke (Generalstabschefs der Luftwaffe) és Hans-Georg von Friedeburg vezértengernagy, a haditengerészet akkori főparancsnoka. Friedeburg tizenöt nappal később öngyilkos lett.
A háborút követően a két országrész haderejének, a Bundeswehrnek és a Nemzeti Néphadseregnek (Nationale Volksarmee) más parancsnoki struktúrája és megnevezése lett kialakítva.

## A parancsnokok listája

### Az OKW főparancsnoka
| #  | Portré | Parancsnok                                | Hivatal kezdete  | Hivatal vége    | Hivatali idő |
| -- | ------ | ----------------------------------------- | ---------------- | --------------- | ------------ |
| 1. |        | Wilhelm Keitel vezértábornagy (1882–1946) | 1938. február 4. | 1945. május 13. | 7 év, 98 nap |
| 2. |        | Alfred Jodl vezérezredes (1890–1946)      | 1945. május 13.  | 1945. május 23. | 10 nap       |

### Az OKW vezérkari főnöke
| #  | Portré | Vezérkari főnök                         | Hivatal kezdete     | Hivatal vége    | Hivatali idő  |
| -- | ------ | --------------------------------------- | ------------------- | --------------- | ------------- |
| 1. |        | Max von Viebahn altábornagy (1888–1980) | 1938. február 21.   | 1938. április   | 2 hónap       |
| 2. |        | Alfred Jodl vezérezredes (1890–1946)    | 1939. szeptember 1. | 1945. május 13. | 5 év, 254 nap |

## Fordítás
- Ez a szócikk részben vagy egészben  az   Oberkommando der Wehrmacht című angol Wikipédia-szócikk ezen változatának fordításán alapul.  Az eredeti cikk szerkesztőit annak laptörténete sorolja fel. Ez a jelzés csupán a megfogalmazás eredetét és a szerzői jogokat jelzi, nem szolgál a cikkben szereplő információk forrásmegjelöléseként.
- Ez a szócikk részben vagy egészben  az   Oberkommando der Wehrmacht című német Wikipédia-szócikk ezen változatának fordításán alapul.  Az eredeti cikk szerkesztőit annak laptörténete sorolja fel. Ez a jelzés csupán a megfogalmazás eredetét és a szerzői jogokat jelzi, nem szolgál a cikkben szereplő információk forrásmegjelöléseként.